# Simon Føns
Simon Kobberø Føns (...) è un giocatore di football americano danese, che gioca come wide receiver per i Nordic Storm.
In precedenza ha giocato per nella squadra Under-16 dei Kronborg Knights e per le giovanili e la prima squadra dei Søllerød Gold Diggers, per passare poi per due stagioni ai tedeschi Potsdam Royals.
Fa parte della nazionale danese di football americano, con la quale ha partecipato all'Europeo 2021.